# 势都儿
势都儿（?—?），又译失都儿。成吉思汗弟弟搠只哈撒儿的曾孙，元朝宗王。移相哥的孙子，爱仙阿木干的儿子。
势都儿承袭移相哥封地，包括额尔古纳河、海拉尔河、呼伦湖一带。至元二十四年（1287年），乃颜在辽东反叛，势都儿与哈丹秃鲁干响应。遣其将帖哥率领所部军攻取咸平府（今辽宁省开原市北），渡辽河，想要劫豪、懿二州（在今辽宁省阜新市东北），约海都为犄角。被皇子爱牙赤和辽东道宣慰使塔出等所败。势都儿认罪来降，忽必烈免其罪。一说被处死。子八不沙袭位，大德十一年（1307年）封齐王。

## 世系
- 势都儿（Šikdür,／شیکتورShīktūr）
  - 齐王 八不沙（Babuša／مامیشاMāmīshā）
  - 必烈虎大王（Birigü）
  - 黄兀儿王（Qong'ur）
    - 伯帖木儿王（Bai Temür）
    - 齐王 玉龙帖木儿（Ürüg Temür）
    - 别儿帖木儿（Berke Temür）

## 延伸阅读
[在维基数据编辑]
 《新元史/卷105》，出自柯劭忞《新元史》